# Gare de Győr-Gyárváros
La gare de Győr-Gyárváros (en hongrois : Győr-Gyárváros vasútállomás) est une gare ferroviaire hongroise des lignes 1 de Budapest à Bruck/Bruckneudorf par Hegyeshalom, 11 de Győr à Veszprém et 10 de Győr à Celldömölk, située sur le territoire de la Localité de Győr dans le comitat Győr-Moson-Sopron.
C'est une halte voyageurs de la Magyar Államvasutak (MÁV) desservie par des trains locaux.

## Situation ferroviaire
Établie à 113 mètres d'altitude, la gare de Győr-Gyárváros est située au point kilométrique (PK) 129 de la Ligne 1 de Budapest à Hegyeshalom (frontière), entre les gares de Győrszentiván et de Győr. Elle est aussi au PK 3 de la ligne 11 de Győr à Veszprém (voie unique), entre les gares de Győr et de Győrszabadhegy, et également au PK 3 de la ligne 10 de Győr à Celldömölk, entre les mêmes gares.

## Service des voyageurs

### Accueil
Halte MÁV, c'est un point d'arrêt non géré (PANG) à accès libre.